# Sister Rosetta Tharpe
Rosetta Tharpe, también conocida como Sister Rosetta Tharpe (Cotton Plant, Arkansas, 20 de marzo de 1915-Filadelfia, 9 de octubre de 1973) fue una destacada cantante de gospel y precursora del Rock and Roll. Ampliamente considerada como la mejor guitarrista femenina de todos los tiempos, fue sobresaliente y virtuosa con la guitarra y su voz. Adquirió gran popularidad en los Estados Unidos en las décadas de 1930 y 1940 con su mezcla única de letras espirituales. Se convirtió en la primera gran estrella de la música gospel en los años 30 y es conocida como "Original soul sister" y "La Madre de Rock & Roll."  Influyó de manera muy potente, como una tempranísima música de rock & roll, en Little Richard, Johnny Cash, Chuck Berry, Elvis Presley, Jerry Lee Lewis.
En un intento de cruzar la línea entre la música sagrada y la laica tocando su música espiritual 'luminosa' en la 'oscuridad' de los clubes nocturnos y salas de conciertos, acompañada de grandes bandas, su idiosincrático estilo dejó una marca en los artistas gospel más convencionales, como Ira Tucker o los Dixie Hummingbirds. Aunque ofendió a muchos fieles con sus incursiones en la música rock, nunca dejó la música gospel.

## Biografía
Nacida Rosetta Nubin en Cotton Plant, Arkansas, empezó a tocar y cantar a la edad de cuatro años, anunciada como 'La pequeña Rosetta Nubin, el milagro de la guitarra y el canto', acompañando a su madre la evangelista de la Iglesia de Dios en Cristo (Church of God in Christ, COGIC) Katie Bell Nubin, que tocaba la mandolina y predicaba en iglesias del Sur. Expuesta al blues y al jazz en el Sur y después de que su familia se mudara a Chicago en los años veinte, empezó a tocar blues y jazz en privado, mientras seguía tocando gospel en eventos públicos. Su estilo único reflejaba estas influencias laicas: tocaba las notas como los músicos de jazz y pinzaba la guitarra como Memphis Minnie, la más prolífica y popular mujer del blues de la época, si no de la historia.
En 1970, durante una gira en Europa con Muddy Waters, Tharpe enfermó y tuvo que volver a los Estados Unidos, donde, debido a la diabetes, se le amputó una pierna. Aunque dio más actuaciones, murió en 1973.

## Influencia musical
El estilo de guitarra de Tharpe mezcló blues urbano impulsado por la melodía con arreglos folclóricos tradicionales e incorporó un swing palpitante que fue un precursor del rock and roll.
Un artículo de National Public Radio comentó en 2017 que "el rock 'n' roll se crio entre la iglesia y los clubes nocturnos en el alma de una mujer negra queer en la década de 1940 llamada Sister Rosetta Tharpe".
Little Richard se refirió a la intérprete de música gospel que pisoteaba y gritaba como su cantante favorita cuando era niño. En 1947, escuchó a Richard cantar antes de su concierto en el Auditorio de la ciudad de Macon y luego lo invitó al escenario para cantar con ella; fue la primera actuación pública de Richard fuera de la iglesia. Después del espectáculo, ella le pagó por su actuación, lo que lo inspiró a convertirse en cantante. Cuando Johnny Cash dio su discurso de inducción en el Salón de la Fama del Rock n Roll, se refirió a Tharpe como su cantante favorita cuando era niño. Su hija Rosanne Cash declaró en una entrevista con Larry Kingque que Tharpe era el cantante favorito de su padre. Tharpe comenzó a grabar con guitarra eléctrica en la década de 1940, con "That's all" ("Eso es todo"), que se ha citado como una influencia en Chuck Berry y Elvis Presley. Otros músicos, incluidos Aretha Franklin, Jerry Lee Lewis, e Isaac Hayes, han identificado su forma de cantar, tocar la guitarra y su talento para el espectáculo como una influencia importante para ellos. El cantante británico de jazz/blues George Melly la tenía en alta estima. Tina Turner acredita a Tharpe, junto con Mahalia Jackson, como una de las primeras influencias musicales. Intérpretes tan diversos como Meat Loaf, Neil Sedaka y Karen Carpenter han atestiguado la influencia de Tharpe en la energía rítmica que emanaba en sus actuaciones (los rellenos de batería de Carpenter recuerdan especialmente a Chorlton Chug de Tharpe). 
En 2018, el cantante Frank Turner escribió e interpretó la canción Sister Rosetta sobre su influencia y cómo merecía estar en el Salón de la Fama del Rock and Roll. El sencillo fue lanzado el 3 de julio de 2019. 
Según Cleveland.com, Tharpe "se conectó a una guitarra eléctrica a fines de la década de 1930 y se convirtió en una estrella de rock antes de que los hombres considerados los pioneros del rock and roll soñaran con hacerlo. Ella es la "madrina del rock and roll" que influyó en cada músico tradicionalmente identificado con ayudar a lanzar el género durante la década de 1950".

## Discografía

### Álbumes
- The Lonesome Road, Decca 224 (1941)
- Blessed Assurance (1951)
- Wedding Ceremony of Sister Rosetta Tharpe and Russell Morrison, Decca DA-903 (1951)
- Gospel Train (1956)
- Famous Negro Spirituals and Gospel Songs (1957)
- Sister Rosetta Tharpe, MGM E3821 (1959)
- Sister Rosetta Tharpe, Omega OSL31 (1960)
- Gospels in Rhythm (1960)
- Live in 1960 (1960)
- The Gospel Truth with the Bally Jenkins Singers (1961)
- Sister Rosetta Tharpe, Crown LP5236 (1961)
- Sister on Tour (1962)
- Live in Paris (1964)
- Live at the Hot Club de France (1966)
- Negro Gospel Sister Rosetta Tharpe and the Hot Gospel Tabernacle Choir and Players (1967)
- Precious Memories, Savoy 14214 (1968)
- Singing in My Soul, Savoy 14224 (1969)

Sus obras completas hasta 1961 se han publicado en siete conjuntos de caja de doble CD por el sello francés Frémeaux & Associés.

### Sencillos
| Año  | Simple                                      | Posiciones |
| Año  | Simple                                      | US R&B     |
| ---- | ------------------------------------------- | ---------- |
| 1945 | "Strange Things Happening Every Day"        | 2          |
| 1948 | "Precious Memories"                         | 13         |
| 1948 | "Up Above My Head, I Hear Music in the Air" | 6          |
| 1949 | "Silent Night"                              | 6          |

### Tributos
- Shout, Sister, Shout: A Tribute to Sister Rosetta Tharpe (2003)